# Microtis oligantha
Microtis oligantha là một loài thực vật có hoa trong họ Lan. Loài này được L.B.Moore mô tả khoa học đầu tiên năm 1968.